# Bataille de Darak
Insurrection de Boko Haram
Batailles
La bataille de Darak a lieu le 10 juin 2019 pendant l'insurrection de Boko Haram.

## Déroulement
Dans la nuit du 9 au 10 juin 2019, les djihadistes de l'État islamique en Afrique de l'Ouest, au nombre de 300 selon le ministère camerounais de la Défense, attaquent un poste de la Force multinationale mixte (FMM) à Darak, à l'extrême-nord du Cameroun, dans la région du lac Tchad . Les assaillants arrivent sur les lieux à bord d'embarcations équipées pour certaines de lance-roquettes. Les combats débutent vers 03h45 et se poursuivent pendant plusieurs heures. Les djihadistes parviennent à hisser leur drapeau dans la ville de Darak, mais ils finissent par être repoussés par les soldats de la FMM.

## Pertes
Le 12 juin, Joseph Beti Assomo, le ministre camerounais de la Défense, annonce que le bilan de l'attaque est de près de 90 morts, dont 16 soldats, huit civils et 64 djihadistes,,. Huit soldats et un civil sont également blessés et huit djihadistes faits prisonniers.
L'AFP affirme pour sa part le 11 juin que selon une source sécuritaire régionale, 17 militaires et 9 civils ont été tués, 40 combattants djihadistes ont été interpellés et sept militaires sont portés disparus,. Mais le lendemain, l'AFP indique que selon un responsable sécuritaire de la région et une autre source sécuritaire, le bilan est désormais de 21 militaires et 16 civils morts. Selon le responsable sécuritaire, « de nouveaux corps ont été repêchés dans les eaux » et la plupart des militaires tués sont des marins camerounais.
Le 13 juin, la Force multinationale mixte fait quant à elle état de 10 militaires tués et huit autres blessés, de huit civils tués et un blessé et de 64 « terroristes de Boko Haram » tués et huit autres capturés. Trois embarcations des djihadistes sont également détruites.
Le 17 juin, le président camerounais Paul Biya décrète une journée de deuil national pour le 21 juin « en mémoire des 17 militaires morts en mission commandée dans une attaque perfide du groupe terroriste Boko Haram ». 